# آنتونی پرس (بازیکن بسکتبال)
آنتونی پرس (اسپانیایی: Anthony Pérez‎؛ زادهٔ ۲۹ سپتامبر ۱۹۹۳) بازیکن بسکتبال اهل ونزوئلا است.
وی در مسابقات کشوری و بین‌المللی در مجموع برندهٔ ۱ مدال طلا شده‌است.